# Malta en los Juegos Paralímpicos de Heidelberg 1972
Malta estuvo representada en los Juegos Paralímpicos de Heidelberg 1972 por ocho deportistas, cinco hombres y tres mujeres. El equipo paralímpico maltés no obtuvo ninguna medalla en estos Juegos.